# Ą
A z ogonkiem (majuskuła: Ą; minuskuła: ą; lit.: a nosinė; łac.: a caudata; elfdalski: svansförsett a) – litera diakrytyzowana alfabetu łacińskiego powstała od a, posiadająca ogonek; druga litera alfabetu polskiego.

## Historia
Kiedy na przełomie stulecia XV i XVI zaczęto języka polskiego szerzej używać w piśmie i druku, pojawił się problem odzwierciedlenia samogłosek nosowych w ortografii. W Rzeczypospolitej Królestwa Polskiego i Wielkiego Księstwa Litewskiego łacina dominowała w Królestwie, a język ruski w Wielkim Księstwie od X wieku. Oba języki miały silny wpływ na formującą się polszczyznę. Z łaciny przyjęto alfabet w staroczeskiej redakcji, a z ruszczyzny ogonek dla oznaczenia nosowości. Cyryliczny wielki jus (Ѫ ѫ) odpowiada w wymowie ą, czyli nosowemu o. Jednak graficzne podobieństwo małego jusu (Ѧ ѧ) do dużego A przeważyło, chociaż jego wymowa odpowiada literze ę (nosowe e). Pod tym wpływem do łacińsko-polskiego dużego A dołożono trzecią nogę z małego jusu jako tzw. ogonek na oznaczenie nosowości. Stąd, choć zdaje się to nielogiczne, a z ogonkiem, czyli ą oznacza nosowe o, choć powinno to być o z ogonkiem, czyli ǫ.

## Zastosowanie
Jest stosowane w języku polskim, kaszubskim, litewskim, elfdalskim, krik, nawaho, mescalero-chiricahua, winnebago, kuchin (gwich’in), tutchone oraz w języku Wschodnich Apaczy.

### Język polski
W języku polskim pierwotnie litera ą była wymawiana jako a nosowe, ale w dzisiejszych czasach wymowa tej samogłoski to o nosowe. Jest wymawiana jako: 
- [ɔ̃] w połączeniu ze spółgłoską nosową ([ɰ̃] lub [w̃], a przed zmiękczonymi - [j̃]) przed spółgłoskami f, w, z, ż, ź, s, ś, sz, rz, ch, h i na końcu wyrazu;
- [ɔ̃n̪] przed spółgłoskami t, d, c, dz;
- [ɔ̃n̠] przed spółgłoskami cz, dż;
- [ɔ̃ɲ̟] przed spółgłoskami ć i dź;
- [ɔ̃m] przed spółgłoskami b i p;
- [ɔ] przed spółgłoskami ł i l;
- [ɔ̃ŋ] przed spółgłoskami k i g;
- [ɔ̃ŋ̟] przed spółgłoskami k' i g'.

Przed spółgłoskami zwarto-szczelinowymi i zwartymi są wymawiane jako połączenie samogłoski ustnej i homoorganicznej (o tym samym miejscu artykulacji) spółgłoski nosowej np. w słowach:
| Przykład  | Zapis MAF       |
| --------- | --------------- |
| kąpać     | [ˈkɔmpat͡ɕ]      |
| pająk     | [ˈpajɔŋk]       |
| bądź      | [ˈbɔɲt͡ɕ]        |
| oglądając | [ɔɡlɔn̪ˈdajɔn̪t͡s] |

Litera ą jest wymienna z literą ę, np. w słowach:
| Liczba pojedyncza | Liczba mnoga |
| ----------------- | ------------ |
| ząb               | zęby         |
| Rzeczownik        | Przymiotnik  |
| miesiąc           | miesięczny   |
| Mianownik         | Narzędnik    |
| mąż               | mężem        |
| Czasownik         | Rzeczownik   |
| sądzić            | sędzia       |

Komputerowy zapis litery ą występującej w zapisie Kazań świętokrzyskich.

W języku polskim, podobnie jak i e z ogonkiem (majuskuła: Ę; minuskuła: ę), nie zaczyna żadnego wyrazu, gdyż prasłowiańskie wyrazy zaczynające się na samogłoskę nosową zostały poprzedzone protetycznym w np. w prasłowiańskim słowie *ǫžь, które dało polskie wąż ([vɔ̃w̃ʃ]).
Jest drugą, a zarazem 26. pod względem częstości występowania literą alfabetu polskiego. W próbce 2. wydania Korpusu IPI PAN liczącej ponad 30 milionów segmentów (około 25 milionów słów ortograficznych) występowała w 0,99%.

### Język litewski
W zapisie języka litewskiego a z ogonkiem występuje wyłącznie ze względów historycznych, bowiem jej nosowa wymowa zanikła i obecnie ą jest czytane jako samogłoski centralnej ([äː]) oraz traktowane jest jako iloczas.

### Język kaszubski
W języku kaszubskim ą wymawiane jest jako [õ] lub [ũ] co jest przybliżone nosowego u.

### Język elfdalski
W języku elfdalskim a z ogonkiem znajduje się na drugiej pozycji w alfabecie oraz pełni funkcje a nosowego.

### Języki autochtoniczne Ameryk

Umiejscowienie ogonka w językach europejskich (po lewej stronie) i językach autochtonicznych Ameryk (po prawej stronie)

A z ogonkiem wymawiana jest jako samogłoska nosowa w amerykańskich językach autochtonicznych:
- krik;
- kuchin (gwich’in);
- mescalero-chiricahua;
- nawaho;
- tutchone;
- winnebago;
- wschodnioapackim.

### Inne reprezentacje

Znak nr 16 w alfabecie Braille’a

Litera ą jest również przedstawiana:
- w kodzie Morse’a literę ą przedstawia się poprzez sekwencje sygnału krótkiego, długiego, krótkiego i długiego (• — • —);
- w polskim języku migowym literę ą wykonuje się przez zaciśnięcie ręki w pięść, a następnie wykonanie przed sobą kółka dłonią;
- w zapisie SignWriting jest reprezentowana przez symbol 𝤃𝧥;
- w polskim alfabecie Braille’a litera ą jest kodowana jako znak nr. 16 przez umieszczenie jednej kropki u góry po lewej stronie oraz jednej kropki na dole po prawej stronie (⠡).

## Kodowanie komputerowe
W unikodzie a z ogonkiem jest kodowana:
| Znak | Unicode | Kod HTML | Nazwa unikodowa                    | Nazwa polska                      |
| ---- | ------- | -------- | ---------------------------------- | --------------------------------- |
| Ą    | U+0104  | &#1041;  | LATIN CAPITAL LETTER A WITH OGONEK | Łacińska duża litera a z ogonkiem |
| ą    | U+0105  | &#1073;  | LATIN SMALL LETTER A WITH OGONEK   | Łacińska mała litera a z ogonkiem |